# Mount Agassiz
Mount Agassiz je nejseverněji položená hora z horské skupiny Palisades.
S nadmořskou výškou 4 236 metrů náleží do první dvacítky nejvyšších hor v Kalifornii.
Mount Agassiz leží něco přes kilometr jihovýchodně od průsmyku Bishop Pass, 2 kilometry jižně od hory leží North Palisade a 2,5 kilometru jihovýchodně Mount Sill. Hora leží na severovýchodní hranici Národní parku Kings Canyon.
Je pojmenovaná podle profesora geologie a zoologie Louise Agassize na Harvardově univerzitě.